# محمد بن عمر الكشي
محمد بن عمر بن عبد العزيز المعروف بـالكشّي، نسبةً إلى منطقة كش القريبة من سمرقند. من أهم علماء الشيعة وصاحب الكتاب المشهور بـرجال الكشي وهو كتاب يبحث في علم الرجال وهو أحد فروع علم الحديث وتوفي عام 350 هـ.

## مكانته العلمية
عاصر الكشي الفترة المعروفة عند الشيعة بالغيبة الصغرى وكان يقيم في بغداد مع الكليني، ويُعتبر الكشي من المعروفين بكثرة مشايخه فقد نقل عن أكثر من 50 راويًا، ومن هؤلاء المشايخ:
- محمد بن مسعود العياشي.
- أبو القاسم، نصر بن صباح البلخي.
- إبراهيم بن عياش القمي.
- حسين بن بندار القمي.
- أحمد بن علي القمي.
- أحمد بن يعقوب، أبو علي البيهقي.
- محمد بن أحمد بن شاذان.
- محمد بن قولويه القمي، والد ابن قولويه صاحب ‍‍«كامل الزيارة».

### أقوال علماء الشيعة فيه
- قال النجاشي: «محمد بن عمر بن عبد العزيز الكشي أبو عمرو، كان ثقة عينًا».[2]
- وقال الشيخ الطوسي: «ثقة بصير بالاخبار والرجال، حسن الاعتقاد، له كتاب الرجال».[3]